# فدیهه
فدیهه، روستایی از توابع بخش بایک شهرستان تربت حیدریه در استان خراسان رضوی ایران است.این روستا در۳۵کیلومتری غرب تربت حیدریه و در کوهستان های بخش بایگ قرار دارد.

## جمعیت
این روستا در دهستان بایک قرار دارد و براساس سرشماری مرکز آمار ایران در سال ۱۳۸۵، جمعیت آن ۳۸۰ نفر (۱۲۲خانوار) بوده‌است.